# Епсилон Ерідана
ε Ерідана (Епсилон Ерідана, лат. ε Eri) — одна із зір сузір'я Ерідан, за своїми характеристиками близька до характеристик Сонця. На кінець 2009 року підтверджена наявність планетної системи навколо цієї зорі (Епсилон Ерідана b та Епсилон Ерідана c).
Зоря розташована на відстані приблизно 10,5 світлового року від Землі у північно-східній частині сузір'я Ерідан, на захід від Дельти Ерідана і на північний захід від Гамми Ерідана. Дещо менша і холодніша за Сонце, а також менш яскрава. На нічному небі Землі її добре видно неозброєним оком як третю найближчу зірку, яку можна побачити без телескопа.

## Система зорі
У 1998 році астрономи вперше показали перші зображення величезних дископодібних структур пилу навколо зорі. 7 серпня 2000 року астрономи оголосили про відкриття (можливе підтвердження попередніх виявлень) планети, схожої на Юпітер, навколо цієї зірки. 9 жовтня 2006 року група астрономів (на чолі з Г. Фріцем Бенедиктом і Барбарою Е. МакАртур), яка працювала з космічним телескопом Габбл, оголосила про «переконливі докази» існування планети класу Юпітер навколо Епсилон Ерідана за допомогою астрометричних вимірювань. 27 жовтня 2008 року на 5-й конференції Спітцер на тему New Light on Young Stars: Spitzer's View of Circumstellar Disks група астрономів, використовуючи дві інфрачервоні камери НАСА та інфрачервоний спектрометр на космічному телескопі Спітцер, виявила докази того, що система Епсилон Ерідана має два пояси астероїдів, які складаються з кам'янистих і металевих уламків, що залишилися від ранніх стадій формування планет, а також крижаний кометний пояс і дві планети класу «юпітер».

## У науковій фантастиці
- В оповіданні Олеся Бердника «Міжзоряна нянька» (1961 (рос.), 1962 (укр.)) Епсилон Ерідана — мета експедиції землян.
- У серіалі «Вавилон-5» (1993—1998) Епсилон Ерідана є місцем базування космічної станції «Вавилон-5», що слугує центром дипломатії для різних цивілізацій галактики.